# Trinidad e Tobago nos Jogos Pan-Americanos de 1999
O Trinidad e Tobago competiu nos Jogos Pan-Americanos de 1999, em Winnipeg, no Canadá.